# Don’t Toy With Me, Miss Nagatoro
Don't Toy With Me, Miss Nagatoro (яп. イジらないで、長瀞さん, укр. Не знущайся з мене, Наґаторо-сан) — манґа за авторством Нанасі, також відомого як 774. Рання версія манґи з'явилася на сайті Pixiv 16 серпня 2011 року. З 1 листопада 2017 року регулярно виходить у Magazine Pocket, інтернет-журналі та додатку видавництва Kodansha. Аніме-адаптація манґи, створена студією Telecom Animation Film, виходила з квітня по червень 2021 року. У жовтні того ж року було анонсовано другий сезон аніме. У листопаді 2022 року вийшов офіційний трейлер нового сезону, відповідно до якого перший епізод буде показано 7 січня 2023.

## Сюжет
Наото Хатіодзі, замкнутий учень 2 курсу старшої школи Кадзехая в містечку десь на узбережжі півострова Міура префектури Канаґава, намагається уникати соціальних взаємодій та на дозвіллі малює манґу. Одного дня він випадково зустрічає ученицю першого курсу Хаясе Наґаторо, яка ненавмисно бачить цю манґу, називає його «Семпай» і дражнить аж до сліз. Вона починає часто відвідувати кімнату мистецького клубу, де він проводить час, і знущатися з нього через його боязкий характер та інтереси отаку, іноді з сексуальними натяками, називаючи його таємним збоченцем. Оскільки вона продовжує спонукати його стати більш наполегливим, Семпай у відповідь закохується в Наґаторо, поступово вилазить зі свого панциря та втягується в її життя.
Семпай зустрічає подруг Наґаторо — Ґамо-тян, Йоссі та Сакуру. Спочатку вони здаються жорстокими та неглибокими дівчатами старшої школи, які прагнуть лише мучити Семпая. Але пізніше вони вловлюють неусвідомлену взаємну закоханість Семпая та Наґаторо, і стають друзями, що підтримують їх та вигадують плани, щоб підштовхнути їх ближче одне до одного.

## Персонажі
Наото Хатіодзі (яп. 八王子 直人, Хатіо:дзі Наото) / Семпай (яп. センパイ)
Озвучує — Дайкі Ямасіта
Боязкий, невпевнений в собі інтроверт, який намагається уникати соціальної взаємодії та любить малювати. Має високий зріст, проте фізично нерозвинений. Після зустрічі з Наґаторо і спілкування з нею та її друзями поступово набуває впевненості в собі. Його ім'я Наото було розкрито в 5 додатку до 5 тому, хоча кілька його однокласників називають його Нао-кун (直くん). Прізвище Хатіодзі (八王子) стає відомим лише в наступному навчальному році, коли Суномія приєднується до мистецького клубу (розділ 83). Наґаторо називає його просто «Семпай».
Хаясе Наґаторо (яп. 長瀞 早瀬, Наґаторо Хаясе)
Озвучує — Суміре Уесака
Учениця першого курсу старшої школи, яка любить дражнити Семпая. Хоча спочатку здається, що їй подобається з нього знущатись, пізніше стає зрозумілим, що вона має до нього таємні почуття. Коли хтось крім неї намагається дражнити або знущатися з Семпая, Наґаторо відразу стає дуже агресивною, іноді вона демонструє ревнощі. Подруги називають її Хаятті (ハヤっち), а її особисте ім'я розкривається тільки в 62 розділі. Вона дуже активна і спортивна, катається на лижах і сноуборді, у школі є запасним учасником клубу плавання та за запитом підтримує інші шкільні спортивні клуби. Любить показувати прийоми єдиноборств, на другому курсі школи вступає до клубу дзюдо.
Ґамо-тян (яп. ガモちゃん, Ґамо-тян) / Макі Ґамо (яп. 蒲生 まき, Ґамо: Макі)
Озвучує — Мікако Комацу
Подруга Наґаторо, висока і спортивна дівчина з помаранчевим волоссям. Найбільш зріла серед своїх ровесниць, виступає в ролі неформальної лідерки їхньої групи, її стосунки з Наґаторо можна описати як дружнє суперництво. У неї добре виходить бути організаторкою. Любить називати Семпая «Пайсен» (яп. パイセン) та перша розуміє, що Наґаторо має до нього почуття, після чого починає дражнити обох, але робить це з добрими намірами підштовхнути їх до стосунків. Займається єдиноборствами, її родина володіє спортивним клубом для змішаних бойових мистецтв. Додаток до 10 тому показує її файтинговий профіль, де її ім'я англійською записано як «Maki Gamou».
Йоссі (яп. ヨッシー, Йоссі:)
Озвучує — Айна Судзукі
Ще одна з подруг Наґаторо, має світле волосся, яке заплітає у два хвостики. Зазвичай всюди слідкує за Гамо-тян та дотримується всіх її планів. Її описують як «трохи безглузду». Більша частина її реплік це просто повторювання того, що каже Ґамо-тян. У пізніших розділах починає вставляти в мову англійські фрази та цитати з китайської класичної поезії. Поза компанією подруг тиха та сором'язлива; любить тварин.
Сакура (яп. 桜)
Озвучує — Сіорі Ідзава
Одна з подруг Наґаторо із засмаглою шкірою та світлим волоссям. Коротко з'являється на початку манґи та активніше починаючи з 27 розділу. У спілкуванні виглядає дуже милою та дружелюбною, але їй подобається збирати навколо себе шанувальників заради розваги та сіяти ревнощі в групах хлопців, які починають змагатися за її увагу. У стосунках з хлопцями досить вітряна. Часом намагається виступати в ролі свахи. На відміну від Ґамо та Йоссі, Сакура називає Наґаторо «Торо-тян» (トロちゃん).
Голова мистецького клубу (яп. 部長, Бутьо:) / Сана Суномія (яп. 須ノ宮 さな, Суномія Сана)
Озвучує — Нана Мідзукі
Учениця третього курсу, яка очолює мистецький клуб. У неї довге волосся, малинові очі та великий бюст. За характером вона дуже сувора і серйозна, але не має комплексів щодо оголення заради мистецтва. Має певну подібність до одного з жіночих персонажів манґи Семпая. В одній із сюжетних арок виступає антагоністкою, яка загрожує закрити мистецький клуб, але пізніше підтримує Семпая в його стосунках з Наґаторо. Після випуску зі школи поступає до Токійського університету мистецтв. Її особисте ім'я не згадується до розділу 84, коли її двоюрідна сестра поважно називає її Сана-неесан (さな姉さん, Сана-не: сан).
Місакі Наґаторо (яп. 長瀞 岬, Наґаторо Місакі) / Старша сестричка Торо (яп. 姉瀞, Ане Торо)
Озвучує — Йосіно Нандзьо
Старша сестра Наґаторо, студентка університету. Дуже піклується та балує свою молодшу сестричку, але також любить її дражнити, і часом бентежити. Для Наґаторо виступає як своєрідна рольова модель і довірена особа. Вперше з'являється в розділі 59, повне ім'я розкривається в 118 розділі.
Хана Суномія (яп. 須ノ宮 ハナ, Суномія Хана)
Озвучує — Саюмі Судзусіро
Двоюрідна сестра Голови мистецького клубу, яка переходить до старшої школи на початку нового навчального року (82 розділ манґи). Під час навчання у середній школі була з Семпаєм в одному клубі малювання. Підтримує Семпая в стосунках з Наґаторо та допомагає йому порадами, проте Наґаторо ставиться до неї з підозрою через побоювання, що Семпай може нею зацікавитись.
Тайґа Наґаторо (яп. 長瀞 大河, Наґаторо Тайґа)
Брат Наґаторо, середня дитина в сім'ї. Один із персонажів оригінального веб-коміксу, у манзі згадується в 16 розділі та вперше з'являється в 93. Незважаючи на хуліганський вигляд, це спокійний, дружелюбний та розслаблений молодий чоловік, що піклується про свою молодшу сестру, хоча одночасно періодично її підколює. При першій зустрічі Семпай приймає його за бойфренда Наґаторо, через що зазнає ревнощів. Має добру атлетичну форму, займається змішаними єдиноборствами і досяг у них великої майстерності. У 104 розділі робиться натяк, що він є об'єктом романтичного інтересу Ґамо-тян, яка іноді тренується разом із ним. У початковому веб-коміксі його звуть Ітіро («一郎», дослівно «перший син»), проте в манзі (у 118 розділі) повідомляється, що його ім'я Таіґа Наґаторо (長瀞 大河).
Оріхара (яп. 折原)
Озвучує — Каорі Маеда
Кандидатка в олімпійську збірну з дзюдо, що навчається в одній паралелі з Наґаторо. Вперше з'являється в 58 розділі манґи. У дитинстві займалася дзюдо разом із Наґаторо, яка її постійно перемагала в спарингу, але завдяки своїй старанності Оріхара поступово стала кращою, а Наґаторо, зазнавши від неї поразки, залишила заняття єдиноборствами. При цьому Оріхара не підозрювала про приховану образу і завжди ставилася до Наґаторо доброзичливо. Коли Наґаторо відновила заняття дзюдо, Оріхара разом із Ґамо-тян почала підтримувати і піддражнювати її з приводу стосунків із Семпаєм.
Такао (яп. 高尾)
Однокласник та товариш Семпая. Спокійний і добродушний хлопець із поступливим характером. Підтримує стосунки Семпая та іноді намагається давати поради. Проте сам також є отаку і дуже соромиться спілкуватися з дівчатами, дивлячись на них із захопленням.
Хіно (яп. 日野)
Однокласник та товариш Семпая. Також отаку, інтровертний хлопець невисокого зросту, що завжди намагається виглядати саркастичним циніком. Іноді жартома називає Семпая зрадником за те, що той «став нормісом і завів дівчину». Намагається вдавати, що не цікавиться дівчатами, але це виходить не завжди.

## Медіа

### Веб-комікс
Ранній прототип того, що згодом стало манґою «Не знущайся з мене, Наґаторо», було опубліковано Нанасі на сайті Pixiv між серпнем 2011 та груднем 2015 років. За цей період було створено 5 випусків.

### Манґа
Манґа «Don't Toy with Me, Miss Nagatoro» публікується з 1 листопада 2017 року через Magazine Pocket видавництва Kodansha. Перший том манґи було випущено 9 березня 2018 року в журналі Shonen Magazine Comics та в цифровій версії. Станом на січень 2023 року вийшло 15 томів. Крім стандартного видання, існує також спеціальне видання, яке містить роботи деяких інших художників. 24 квітня 2021 було надруковано антологію з розділами від різних авторів.
У Північній Америці ліцензіатом манґи стала компанія Vertical, перший офіційний англомовний випуск побачив світ у листопаді 2019 року.

#### Список томів
| № | Дата виходу      | ISBN                                               |
| --- | ---------------- | -------------------------------------------------- |
| 1 | 9 березня 2018   | ISBN 978-4-06-511196-3                             |
| Семпай приходить до бібліотеки, щоб малювати там свою манґу, але аркуші падають на підлогу поруч із групою дівчат, які розглядують їх та сміються. Коли всі дівчата крім Наґаторо йдуть, вона продовжує глузувати з того, що Семпай змалював з себе героя манґи, проте насправді він занадто боязкий, щоб бути таким героєм. Це доводить Семпая до сліз. Наґаторо приходить до мистецького клубу і змушує Семпая малювати її. Вдає, що запрошує його на побачення та дізнається, як з нього знущались у минулому. Сміється з недавно купленої манґи Семпая, в якій є фансервіс. Після перегляду фільму про вампірів хоче вкусити Семпая за шию. Семпай випадково спостерігає, як Наґаторо спілкується з деякими хлопцями, сподіваючись, що вони зазнають знущань, але вона не виявляє до них інтересу. Наґаторо знаходить Семпая біля умивальників та пропонує намилити його руки. Наґаторо пропонує попозувати сидячи і лежачи на дивані. |                  |                                                    |
| 2 | 8 червня 2018    | ISBN 978-4-06-511675-3 ISBN 978-4-06-511990-7 (СВ) |
| Семпаєві сниться фантазійний сон, де він бореться з монстрами разом з Наґаторо в костюмі кішкодівчини-чирлідерки. Коли вони потрапляють у демонський замок, виявляється, що король демонів це ніхто інший, як сама Наґаторо. Наґаторо примушує Семпая реагувати на її підколки як персонаж комедії мандзай. Семпай зустрічає подруг Наґаторо (Ґамо та Йоссі), які приймають його за її хлопця. Наґаторо кидає Семпаю виклик пограти в гру з тиканням у соски. Семпай уявляє Наґаторо в костюмі кішки та малює її з вигнутою спиною в оборонній позі. Наґаторо хоче проколоти вуха Семпаю. Екстри: Наґаторо каже Семпаю, що він має робити людям компліменти, якщо хоче, щоб їх робили йому. Наґаторо перериває сеанс малювання, пропонуючи позувати в купальнику. Наґаторо вихоплює телефон Семпая та змушує його залізти в кишеню її спідниці, щоб дістати його. Наґаторо отримує цукерки від Семпая на Білий день і спробує інтерпретувати його романтичні наміри. Наґаторо намагається полоскотати Семпая. |                  |                                                    |
| 3 | 9 жовтня 2018    | ISBN 978-4-06-512176-4 ISBN 978-4-06-513635-5 (СВ) |
| Наґаторо висміює худі руки Семпая та змушує його робити віджимання, поки вона сидить у нього на спині. Наґаторо пропонує підстригти Семпаю волосся, але коли вона тимчасово відходить, аби знайти гребінець, приходять Ґамо та Йоссі і намагаються за допомогою машинки обрити Семпая наголо. Поки Наґаторо та Семпай перечікують дощ в альтанці, вона дражнить його, ніби він має збочені наміри дивитись на неї в мокрій блузці, скрізь яку видно бюстгальтер. Вона запрошує його до себе додому, щоб висушитися та пограти у відеоігри. Ґамо та Йоссі приходять у кабінет мистецького клубу та змушують Семпая доторкнутися до грудей Ґамо (бо насправді вона поклала туди ан-пани). Наґаторо і Семпай стоять у черзі за пінсу. Наґаторо і Семпай обмінюються своїми line id, вона називає його непристойним через те, що він подумав про непрямий поцілунок від пляшки з водою. Семпай йде на пляж разом із Наґаторо, Ґамо та Йоссі. Коли Наґаторо пропонує нанести йому лосьйон проти засмаги, інші дівчата хочуть приєднатись. Екстри: Наґаторо грає з обручем, Наґаторо одягається як чирлідерка, щоб надихнути Семпая на малювання. |                  |                                                    |
| 4 | 8 лютого 2019    | ISBN 978-4-06-514440-4                             |
| Семпай сподівається, що Наґаторо запросить його на літній фестиваль, але вона не телефонує, тому він йде туди наодинці в надії її зустріти. На фестивалі його «захоплюють» Ґамо з Йоссі, які відправляють Наґаторо фото з ним. Наґаторо, яка щойно закінчила тренування з плавання, імчить на фестиваль і кидає виклик своїм подругам у різноманітних стендових іграх, щоб «виграти» Семпая. Семпай веде Наґаторо в затишне місце, щоб подивитись феєрверки. Семпай бачить Наґаторо разом із Ґамо, Йоссі та Сакурою в компанії деяких хлопців, але помічає, що Наґаторо не дуже зацікавлена, тому він вирішується підійти і запропонувати повертатися додому. Дівчата намагаються витягнути скалку з пальця Семпая, але Наґаторо, почувши їх розмови, уявляє щось інше. Наґаторо та Сампай грають у камінь-ножиці-папір, щоб визначити, хто понесе шкільні ранці. Наґаторо бачить, що Семпай дуже повільно бігає на дистанції і дражнить його під час додаткового тренування. Екстри: Наґаторо і Семпай говорять про те, що наступного разу Наґаторо одягне юкату. Наґаторо і Семпай пробують різні вправи на розтяжку. Наґаторо як завжди називає Семпая бридким, поки її подруги не приходять и не кажуть, що це не так і не йдуть з ним. Наґаторо намагається змусити Семпая потренуватися з нею в спарингу, її подруги теж хочуть поспарингуватися з Семпаєм. |                  |                                                    |
| 5 | 7 червня 2019    | ISBN 978-4-06-515305-5 ISBN 978-4-06-516748-9 (СВ) |
| Наґаторо каже Семпаю, що йому треба бути авантюрнішим, наприклад, покоштувати напій з іншим смаком; Семпай плутає пляшки. Наґаторо сперечається з Ґамо-тян, що Семпай ховає в кабінеті мистецького клубу еротичну манґу та шукає її. Після того, як Наґаторо та подруги висміюють бенто Семпая, наступного дня він приносить покращене бенто, яке справді вряжує дівчат. Щоб позбутися переслідувача, Сакура просить Семпая піти з нею на вдаване побачення, але Наґаторо слідкує за ними та швидко перериває побачення, схопивши переслідувача. Подруги Наґаторо висміюють можливість того, що Семпай може затриматись на два роки поспіль, і тоді вони стануть його семпаями. Наґаторо хоче, щоб Семпай намалював її, але він каже, що для цього вона має одягнутись в костюм кішки, тож наступного тижня вона це робить. Дівчата балакають про майбутній культурний фестиваль, але приходить Голова мистецького клубу. Побачивши, що клуб перетворився на місце для тусовок, Голова загрожує його розпустити, але Наґаторо захищає Семпая. Вони домовляються, що Семпай та Голова матимуть на фестивалі окремі стенди, переможе той, хто набере більше голосів, і у випадку перемоги Голова розпустить клуб. Екстри: Наґаторо допомагає Семпаю підготуватись до проміжних іспитів, налякавши його, що інакше йому доведеться йти на другий рік та вчитись разом із ними. Наґаторо засовує ан-пани під блузку та змушує Семпая здогадатись, який з них преміумний. |                  |                                                    |
| 6 | 8 листопада 2019 | ISBN 978-4-06-517518-7 ISBN 978-4-06-517519-4 (СВ) |
| Коли дівчата вигадують стратегію, як перемогти Голову клубу, Семпай показує її попередню картину. Наґаторо та подруги пропонують декілька варіантів костюмів, Семпай відкидає пропозицію Наґаторо позувати для нього, що її ображає. Коли вона приходить і бачить, що Семпай стоїть поруч із Головою клубу, огорнутою лише простирадлом, вона втікає, але Голова клубу каже Семпаю наздогнати її. Семпай знаходить Наґаторо і просить побути його моделлю. Після того як Семпай робить кілька замальовок, дівчата знаходять попередню картину Голови, яка шокує Наґаторо. Голова клубу каже Семаю не прислухатися до схем дівчат. У день фестивалю Наґаторо з’являється у своєму костюмі кішки разом із кількома котами-маскотами щоб рекламувати мистецтво Семпая. Коли Наґаторо бачить, що деякі рандомні дівчата виявляють до Семпая інтерес, вона ревнує і відтягує його вбік, щоб разом з ним побродити по фестивалі. Тим часом картина Голови клубу набирає багато голосів, але учнівська рада дискваліфікує її через те, що картина занадто відверта, тому Голова програє угоду і дозволяє мистецькому клубу залишитись. Вона також каже, що картини Семпая (де він зобразив Наґаторо) покращилися, тому що «в них є любов». Екстри: Наґаторо пробує різні пози для позування. Голова клубу позує для Семпая в купальнику, що змушує Наґаторо кинути їй виклик. |                  |                                                    |
| 7 | 9 березня 2020   | ISBN 978-4-06-518517-9 ISBN 978-4-06-518787-6 (СВ) |
| Наґаторо дає Семпаю урок, як підходити до когось ззаду. Дівчата запрошують Семпая на суші-вечірку з нагоди культурного фестивалю. Голова клубу дарує Семпаю квитки в зоопарк, щоб він запросив Наґаторо. У зоопарку Семпай вчить Наґаторо малювати. Коли Наґаторо йде до туалету, хлопець та дівчина зі школи висміюють малюнок Наґаторо, але Семпай знаходить у себе хоробрість заступитись, а Наґаторо це бачить. Наґаторо та Семпай уявляють себе дорослими, які випивають у барі. Наґаторо змушує Семпая надягти їй на ногу панчоху. Екстра: Наґаторо та Семпай малюють у лісі, але натрапляють на Голову клубу, яка займається там нудизмом. |                  |                                                    |
| 8 | 9 липня 2020     | ISBN 978-4-06-520103-9 ISBN 978-4-06-520104-6 (СВ) |
| Семпай читає сьодзьо-манґу, де персонажі нагадують їх з Наґаторо, Наґаторо відтворює ситуацію, де він повинен облизати її туфлі. Семпай і Наґаторо йдуть поїсти морозива. Готуючись до загальношкільного забігу, Семпай підвертає кісточку ноги. Підчас забігу він намагається не відставати від Наґаторо та її подруг, поки ті пробують обігнати Голову мистецького клубу, але незабаром більше не може бігти. Наґаторо та подруги доносять його до фінішу. Коли Наґаторо забуває свій телефон у кабінеті клубу, Семпай намагається віднести його на поверх першого курсу, і випадково підслуховує розмову Наґаторо, Сакури та інших однокласниць про любовні інтереси. Коли Наґаторо не приходить до школи, Семпай дізнається, що вона захворіла та сидить удома. Ґамо та Йоссі просять його віднести їй роздруківки, Семпай приходить до її дому та зустрічає її старшу сестру. Поки Семпай та Наґаторо перекушують та грають і відеоігри, вона розпитує, про що він говорив із сестрою та які секрети він хоче знати про неї саму. Семпай каже, що хоче дізнатись її особисте ім’я, але після деяких вагань приходить сестра та видає, що особисте ім’я Наґаторо — Хаясе. Екстри: Наґаторо читає манґу, де пара застрягла в кімнаті квестів і повинна робити «розпусні речі», щоб вийти. Після цього вона не дає Семпаю втекти з кімнати мистецького клубу. |                  |                                                    |
| 9 | 9 листопада 2020 | ISBN 978-4-06-521245-5 978-4-06-521249-3 (СВ)      |
| Наґаторо ділиться з Семпаєм змістом статті про різні рухи, які дівчата роблять, щоб сподобатись хлопцям. Семпай захворюває і змушений лежати вдома, тому Наґаторо відвідує його. Поки вона піклується про нього, йому в маренні здається, що вона його дружина, і він ненавмисно називає її на особисте ім’я. Пізніше в школі він просить її попозувати для нього в природній позі, але згодом вона бере його в захоплення за шию. Семпай частує Наґаторо булочкою з крокетом та розмірковує, як заповнити форму планів на майбутнє. Семпай хоче зробити Наґаторо різдвяний подарунок, але її подруги хочуть влаштувати караоке-вечірку для тих, хто не перебуває в стосунках. Семпай і Наґаторо виправдовуються, що їм треба в кімнату мистецького клубу і втікають, але перш ніж вони встигають віддати одне одному подарунки, з’являється Голова клубу, вони шукають інше місце і врешті-решт обмінюються подарунками на даху школи. Екстри: самотні подруги Наґаторо йдуть в караоке. Наґаторо просить поради у сестри щодо різдвяних подарунків. Школярка на ім’я Рабі-тян та її хлопець обговорюють чутки про дівчину-примару, яка бродить коридорами школи, та зустрічають її. |                  |                                                    |
| 10 | 9 березня 2021   | ISBN 978-4-06-522644-5 978-4-06-522647-6 (СВ)      |
| Наґаторо натякає Семпаю відвідати на хацумоде храм, де вона підробляє міко. Наґаторо пропонує вставити Семпаю контактні лінзи. Наґаторо і Семпай разом катаються на лижах. Оскільки Семпай ще новачок, вона дає йому урок. Під час тренувань він рятує іншого новачка від зіткнення з деревом, а потім Наґаторо на сноуборді рятує його від наїзду на інших лижників. Оскільки Голову клубу прийняли до Токійського університету мистецтв, Семпай розмірковує про свої плани на майбутнє. Він думає взяти участь у шкільному турнірі з дзюдо. Ґамо запрошує Семпая потренуватись у тренажерному залі, що належить її родині, коли Семпай приходить і бачить там Наґаторо, він просить її потренувати його. Екстра: Голова клубу пропонує Семпаю потренувати його, але він не може зосередитись, тому що вона нічого не одягла під кімоно. |                  |                                                    |
| 11 | 6 серпня 2021    | ISBN 978-4-06-524023-6                             |
| У школі відбувається турнір з дзюдо. Наґаторо розповідає, як у дитинстві займалася дзюдо, але кинула після поразки від Оріхари, яка до того завжди програвала. Щоб її підбадьорити, Семпай теж бере участь у поєдинку, використовуючи прийоми, яким Наґаторо його навчила, йому вдається взяти опонента в захоплення, проте він усе одно програє бій. Побачивши його рішучість, Наґаторо погоджується поборотися з Оріхарою, і питає Семпая, якщо він поцілує її у випадку перемоги. Проте, їй теж не вдається перемогти. Починається новий навчальний рік і до мистецького клубу приходить першорічка, двоюрідна сестра колишньої Голови клубу Хана Суномія. Наґаторо вирішує відновити заняття в клубі дзюдо і вступає до нього разом із Ґамо. Побачивши картини з Наґаторо, Суномія розуміє почуття Семпая і пропонує йому запросити Наґаторо на побачення. Прийшовши до клубу дзюдо після занять, Семпай переборює свою невпевненість і запрошує Наґаторо на побачення в океанаріум, на що вона з радістю погоджується. Екстра: Наґаторо просить Семпая зробити їй масаж. |                  |                                                    |
| 12 | 9 грудня 2021    | ISBN 978-4-06-526278-8                             |
| Наґаторо в нестямі від радості з приводу майбутнього побачення. Ґамо та Йоссі вирішують простежити за парою, щоб «захистити цноту Семпая». Почувши це, Суномія і Голова вирішують «захистити його кохання». На побаченні Наґаторо каже Семпаю, що воно лише «тренувальне». Вони дивляться на морських тварин та разом роблять селфі. Наґаторо натякає, що Семпай має взяти її за руку, він тим часом бачить її подруг та Суномію з Головою, хапає Наґаторо за руку і тікає з нею. Вони дивляться на дельфінів, він захищає її вид бризок. Наприкінці для на пляжі Наґаторо підраховує набрані очки за дії на побаченні, але потім каже, що для неї це було справжнє побачення та пропонує на вибір її обійняти або поцілувати. Семпай вибирає перше, але в цей момент з’являються всі дівчата, що стежили за ними, зіпсувавши момент. Через це Наґаторо свариться з подругами, але Сакура мирить їх. Суномія для спокутування провини робить Семпаю бенто. Побачивши це, Наґаторо ревнує та пропонує зробити те ж саме. Вона готує бенто, радячися з подругами, Семпай — із Суномією та Головою. Обидва залишаються задоволеними, покоштувавши готування одне одного. Суномія попереджає Семпая, що він «вийшов із тихої гавані у відкритий океан і тому має бути напоготові». Семпай зустрічає Наґаторо разом із її братом, і спочатку прийнявши його за її хлопця, зазнає ревнощі. Екстри: сестра показує Наґаторо, як врятувати підгоріле м’ясо. Семпай та Наґаторо відзначають Хелловін. |                  |                                                    |
| 13 | 8 квітня 2022    | ISBN 978-4-06-527519-1                             |
| Після зустрічі з братом Наґаторо Семпай вирішує пізнати її краще. Увечері біля клубу дзюдо він бачить, як вона в спарингу з Сіккі пошкоджує руку, на що Сіккі глузливо каже, що Наґаторо погано намагається. Почувши це, Семпай заходить усередину і розгнівано говорить Сіккі про її неправоту. Сіккі та її подруги звинувачують його в підгляданні за дівчатами, але Наґаторо заступається за нього. Пізніше Сіккі вибачається перед ними, а Наґаторо каже, що Семпай вчинив «начебто він її хлопець». Через травму Наґаторо не може відвідувати тренування та запрошує Семпая на спільну пробіжку. Після пробіжки вони йдуть у душові, не помітивши, що після ремонту їх поміняли місцями. Поки вони перебувають у кабінках, приходять Сіккі та її подруги. Виявивши Семпая, Сіккі не видає його і закриває собою від подруг. У чоловічу роздягальню приходять хлопці, Наґаторо пролазить у кабінку до Семпая та Сіккі через вузьку щілину біля стелі. Семпай складає план для шкільної екскурсії до Кіото. Наґаторо та подруги записуються в його групу. Вони вважають його план надто нудним, но що він пропонує розділитись, образивши цим Наґаторо. Сакура пояснює, що Наґаторо просто хотіла поїхати на екскурсію разом із ним. Суномія допомагає скоригувати план. Семпай показує Наґаторо новий план і пропонує до великої її радості другого дня сходити вдвох в акваріум. Екстра: Наґаторо думає, як дістати з чоловічої роздягальні свій одяг, не дозволяючи Семпаю це зробити. |                  |                                                    |
| 14 | 9 серпня 2022    | ISBN 978-4-06-528772-9                             |
| Старшокласники 2 та 3 курсів їдуть на екскурсію до Кіото. Першого дня Семпай, Наґаторо, її подруги, Такао та Хіно оглядають Дайбуцу. Увечорі дівчата ведуть відверті бесіди. Ґамо-тян натякає, що їй подобається брат Наґаторо. Наґаторо дає зрозуміти, що в неї з Семпаєм усе серйозно, одночасно Семпай зізнається в цьому ж у розмові зі своїми приятелями. Наступного дня Наґаторо та Семпай ідуть в океанаріум. Подруги Сіккі вирішують за ними пошпигувати, Ґамо з Йоссі хочуть їм завадити. Наґаторо веде Семпая до Кійомідзу-дера, де пропонує пройтися між двома каменями Дзісю-Дзіндзя з заплющеними очима (за повір’ям тому, хто зможе це зробити, пощастить у коханні). Однак, на нього нападають подруги Сіккі, яких Ґамо з Йоссі не змогли зупинити, і Семпай втрачає напрямок. У цей момент він уявляє можливе майбутнє: він так і не наважився на рішучі дії, після його випуску зі школи вони з Наґаторо більше не спілкувалися, через 2 роки він знову її зустрів, але в неї вже був інший хлопець. Семпай зізнається собі, що не хоче такого, бо кохає Наґаторо. Оріхара та Сіккі зупиняють подруг Сіккі; Наґаторо допомагає Семпаєві знайти другий камінь, а потім успішно проходить між ними сама. У школі Хана розпитує Семпая про його пригоди та вимагає освідчитися Наґаторо в коханні, але йому бракує сміливості. У клубі дзюдо Оріхара каже Ґамо, що Наґаторо стала набагато сильнішою. Семпай думає про те, наскільки великий розрив між ним і Наґаторо, і як би він хотів його подолати. Екстра: підчас відвідування онсену у Ґамо знову починається конфлікт з однією з подруг Сіккі, Фудзімін, але Сакура пропонує їм замість бійки помірятись розміром грудей. Проте з’являється сама Сіккі, і вони розуміють, що не мають шансів. |                  |                                                    |
| 15 | 6 січня 2023     | ISBN 978-4-06-530336-8                             |
| На питання Суномії, коли він планує освідчитися Наґаторо в коханні, Семпай відповідає, що зробить це, коли сам стане гіднішим. Хана зауважує, що якщо він чекатиме занадто довго, Наґаторо зустріне когось іншого. Вона пропонує Семпаю «випадково» взяти Наґаторо за руку. По дорозі зі школи Семпай торкається пальця Наґаторо, після чого та бере його сама, вони йдуть додому, тримаючись за руки. Семпай відвідує підготовчі мистецькі курси, але через тривожність показує поганий результат. Наґаторо просить колишню голову клубу з ним позайматися. Та погоджується, але незабаром висвітлюється, що вона хоче розкріпачити Семпая за допомогою «шоків мистецтва», змусивши його малювати себе голою. Через ревнощі Наґаторо протестує та пропонує позувати оголеною сама. Семпай заявляє, що вона не має цього робити, якщо не відчуває себе комфортно, проте після розмови з подругами вона проявляє рішучість. Наґаторо зі спини позує для Семпая оголеною. Наступного разу на курсах, його результати помітно покращуються. Наґаторо та Семпай знову відвідують кафе з пінсу. Наступають літні канікули, перед змаганнями з дзюдо Наґаторо збирається відвідати тренувальний табір, щоб підготовитися перемогти Оріхару. Суномія знову питає Семпая про його плани щодо освідчення, він каже, що хотів зробити це після досягнення якоїсь мети, якою Суномія пропонує перше місця на підготовчих курсах. Колишня голова клубу запрошує Семпая на власний табір з малювання. Екстра: колишня голова пропонує Сіккі позувати для своєї картини, але в процесі просить її все більше роздягатись. |                  |                                                    |
| 16 | 9 травня 2023    | ISBN 978-4-06-531656-6                             |
| 17 | 8 вересня 2023   | ISBN 978-4-06-532882-8                             |
| 18 | 7 грудня 2023    | ISBN 978-4-06-533935-0                             |
| 19 | 9 квітня 2024    | ISBN 978-4-06-535162-8                             |
| 20 | 7 серпня 2024    | ISBN 978-4-06-536570-0                             |

### Аніме
Аніме-адаптацію було анонсовано 2 червня 2020 року на обкладинці 9 тому. Адаптацією зайнялася студія Telecom Animation Film. Режисером став Хірокадзу Ханай, сценаристом — Таку Кісімото, дизайнером персонажів — Місакі Судзукі, композитором — Gin. Серіал транслювався з 21 квітня по 27 червня 2021 на каналі Tokyo MX та інших. Відкриваючу композицію «EASY LOVE» виконала Суміре Уесака, яка озвучувала головну героїню, кінцеву композицію «Colorful Canvas» (カラフル・キャンバス, «Карафуру кянбасу») виконала вона ж разом із Мікако Комацу, Айною Судзукі та Сіорі Ідзавою. Всього вийшло 12 епізодів, які за сюжетом з незначними змінами покривають 1—46 розділи манґи.
Вихід другого сезону було анонсовано 23 листопада 2021 року.

#### Список серій аніме
| Серія          | Японська назва | Англійська назва                                                                                            | Неофіційний український переклад                                                                               | Прем'єра в Японії |
| -------------- | --- | --- | --- | ----------------- |
| Сезон 1 (2021) | | | |                   |
| 1              | センパイって、ちょっと… / センパイって怒らないんですか？ Семпай тте, тьотто… / Семпай тте окаранай н десу ка?                                                                                     | Senpai Is a Bit… / Senpai, Don't You Ever Get Angry?                                                        | Семпай злегка… / Семпаю, невже ти ніколи не злишся?                                                            | 11 квітня 2021    |
| 2              | センパイの願望が叶いましたね！！ / ちっす、センパイっ！ Семпай но ґамбо: ґа канаймасіта не!! / Тіссу, Семпай!                                                                                     | You Got Your Wish, Senpai! / Sup, Senpai?!                                                                  | Семпаю, твоя мрія здійснилася!! / Привіт, Семпаю!                                                              | 18 квітня 2021    |
| 3              | またやりましょうね、センパイっ / センパーイ、こっちこっち〜 Мата ярімасьо: не, Семпай / Семпа: й, котті котті:                                                                                    | Let's Play Again, Senpai. / Over Here, Senpai.                                                              | Семпаю, давай зіграємо знову. / Сюди, Семпаю.                                                                  | 25 квітня 2021    |
| 4              | センパイ、顔真っ赤っスよ～？ / センパイは、もうちょっと…… Семпай, као макка ссу йо:? / Семпай ва, мо: тьотто…..                                                                                   | You're All Red, Senpai. / Senpai, You Could Be a Little More…                                               | Ти весь почервонів, Семпаю? / Семпаю, ти міг би бути трішки…                                                   | 2 травня 2021     |
| 5              | センパイのもこもこ / センパイ、ゴチっス！！ Семпай но мокомоко / Семпай, ґоті ссу!! | Senpai's Poofball / Thanks, Senpai!                                                                         | Кучері Семпая / Дякуй, Семпаю!!                                                                                | 9 травня 2021     |
| 6              | センパイ、ちょろ過ぎる～♡ / センパイ！海、行きましょうー！ Семпай, тьоро суґіру: ♡ / Семпай! Умі, ікімасьо:!                                                                                      | You're Such a Wimp, Senpai ♥ / Senpai! Let's Go to the Beach!                                               | Ти легка здобич, Семпаю ♥ / Семпаю! Ідемо на пляж!                                                             | 16 травня 2021    |
| 7              | センパイ、お祭り行きませんか？ / デートみたいっすね、センパイ♡ / 帰りましょう、センパイ Семпай, омацурі ікімасен ка? / Де: то мітай ссу не, Семпай ♡ / Каерімасьо:, Семпай                        | Senpai, Want to Go to the Festival? / It's Like a Date, Huh, Senpai? / Let's Go Home, Senpai.               | Семпаю, підеш на фестиваль? / Ми наче на побаченні, так, Семпаю? ♥ / Ідемо додому, Семпаю.                     | 23 травня 2021    |
| 8              | 意外と楽しいかもしれないっスね、元センパイ♡ / じゃんけんしましょう、センパイ！！ Іґай то таносі: камо сіренай ссу не, мото Семпай ♡ / Дзянкен сімасьо:, Семпай!!                                  | That Might Actually Be Fun, Senpai♥ / Let's Play Rock-Paper-Scissors, Senpai!!                              | То ж це може бути весело, колишній Семпаю ♥ / Давай зіграємо в «камінь-ножиці-папір», Семпаю!!                 | 30 травня 2021    |
| 9              | センパイはムッツリだし！！ / キモキモセンパイがまともにデート 出来る わけ無いっしょ！！ Семпай ва мутцурі да сі!! / Кімокімо Семпай ґа матомо ні де: то декіру ваке най ссьо!!                    | Senpai's Such a Closet Perv!! / There's No Way Creepy Senpai Could Go on a Proper Date!!                    | Семпай — таємний збоченець!! / У такого огидного Семпая не може бути справжнього побачення!!                   | 6 червня 2021     |
| 10             | センパイって体、硬そーですよねぇ / やってやりますよ、センパイ！！ Семпай тте карада, катасо: десу йо не: / Ятте ярімасу йо, Семпай!!                                                              | You Seem Pretty Stiff, Senpai / I'll Do It For You, Senpai!!                                                | Ти зовсім негнуткий, Семпаю / Я допоможу тобі, Семпаю!!                                                        | 13 червня 2021    |
| 11             | センパイはどう思ってんスか？ / 素直じゃないんだからー、センパイはー♡ Семпай ва до: омоттен су ка? / Сунао дзя най дакара:, Семпай ва:♡                                                            | What Do You Think, Senpai? / You Could Be More Honest, Senpai ♥                                             | А як ти сам вважаєш, Семпаю? / Ти міг би бути чеснішим, Семпаю ♥                                               | 20 червня 2021    |
| 12             | 非モテはぐフナセンパイにもついに春が到来っスか～？ / 愛とか言われちゃってますよぉセンパーイ？ Хімоте хаґу фуна Семпай ні мо цуй ні хару ґа то: рай ссу ка:? / Ай то ка іваретяттемасу йо: Семпай? | Has Spring Come Even for You, the Unpopular Loner Louse Senpai? / Did You Hear Her Talk About Love, Senpai? | Хоч ти і самотня морська мокриця, але й твоя квітка нарешті розквітла? / Вона сказала, що тут є любов, Семпаю? | 27 червня 2021    |
| Сезон 2 (2023) | | | |                   |
| 1              | センパイと私の仲なんスから～ Семпай то ватасі но нака нансука-ра: | Senpai and I Are Already in Such a Relationship                                                             | Ми з Семпаєм вже в таких стосунках                                                                             | 7 січня 2023      |

## Відгуки
«Не знущайся з мене, Наґаторо-сан» отримала неоднозначні відгуки. Кілька перших розділів розкритикували через знущання Наґаторо, які порівнювалися оглядачами зі цькуванням. Проте, малювання та розвиток персонажів заслужили похвалу, по мірі того, як Наґаторо з часом стає делікатнішою.
Твір порівнювали з іншими роботами в «дражливому» жанрі, зокрема з «Teasing Master Takagi-san» та «Uzaki-chan Wants to Hang Out!».
У листопаді 2019 року загальна кількість проданих екземплярів перевищила один мільйон, а в середині липня 2020 — 1,2 мільйони.
Протагоністи серіалу з'являлися в камео в манзі «Kaguya-sama: Love Is War — Dōjin Edition». Нанасі також брав участь у спільному манґа-проекті «Magical Sempai» з Azu.